# Fabryka małp
Fabryka małp – piosenka zespołu Lady Pank z albumu pt. Lady Pank, wydana w 1983 roku.

## Opis
Utwór ten jest uznawany za jeden z największych przebojów zespołu Lady Pank. Andrzej Mogielnicki opisał zwierzęcenie relacji międzyludzkich. Teledysk powstał w dzielnicy Warszawy, Ursynowie.
W 1984 roku utwór został wykonany na 21. Krajowym Festiwalu Piosenki w Opolu podczas koncertu Przeboje.
Utwór ukazał się również w albumie pt. LP1 (2018) w nowej wersji oraz w ścieżce dźwiękowej filmach pt. Pręgi oraz To tylko rock.

## Muzycy
- Jan Borysewicz – gitara solowa
- Janusz Panasewicz – śpiew
- Paweł Mścisławski – gitara basowa
- Edmund Stasiak – gitara
- Jarosław Szlagowski – perkusja

### Nagranie 2018 – albumLP1
- Jan Borysewicz – gitara solowa
- Krzysztof Zalewski – śpiew
- Kuba Jabłoński – perkusja
- Krzysztof Kieliszkiewicz – gitara basowa[1]

## Pozycje na listach przebojów
| Kraj   | Notowanie (1984)                   | Pozycja |
| ------ | ---------------------------------- | ------- |
| Polska | Telewizyjna lista przebojów        | 1       |
| Polska | Lista przebojów Programu Trzeciego | 1       |